# Heure au Royaume-Uni
| Bleu clair | Heure d'Europe de l'Ouest / Temps moyen de Greenwich (UTC)                                     |
| Bleu       | Heure d'Europe de l'Ouest / Temps moyen de Greenwich (UTC)                                     |
| Bleu       | Heure d'été d'Europe de l'Ouest / Heure d'été du Royaume-Uni / Heure normale d'Irlande (UTC+1) |
| Rouge      | Heure normale d'Europe centrale (UTC+1)                                                        |
| Rouge      | Heure d'été d'Europe centrale (UTC+2)                                                          |
| Jaune      | Heure normale d'Europe de l'Est / Heure de Kaliningrad (UTC+2)                                 |
| Ocre       | Heure normale d'Europe de l'Est (UTC+2)                                                        |
| Ocre       | Heure d'été d'Europe de l'Est (UTC+3)                                                          |
| Vert       | Heure de Moscou / Heure en Turquie (UTC+3)                                                     |
| Turquoise  | Heure en Arménie / Heure en Azerbaïdjan / Heure en Géorgie (UTC+4)                             |

Time in London redirige ici. Pour la chanson Pink Floyd, voir Discographie pirate de Pink Floyd.
Le Royaume-Uni utilise le temps moyen de Greenwich ou l'heure d'Europe de l'Ouest (UTC) et l'heure d'été du Royaume-Uni ou l'heure d'été d'Europe de l'Ouest (UTC+1).

## Histoire
Jusqu'à l'avènement des chemins de fer, le Royaume-Uni utilisait Local Mean Time (en). Le Greenwich Mean Time a été adopté en premier par le Great Western Railway en 1840 et quelques autres ont emboîté le pas dans les années suivantes. En 1847, il fut adopté par la Railway Clearing House et par presque toutes les compagnies de chemin de fer l'année suivante. C'est de cette initiative que le terme «heure du chemin de fer» a été dérivé.
Il a été progressivement adopté à d'autres fins, mais une affaire juridique en 1858 a considéré que «Local Mean Time» était l'heure officielle. Le 14 mai 1880, une lettre signée par «Clerk to Justices» parut dans «The Times», déclarant que «l'heure de Greenwich est maintenant conservée presque partout en Angleterre, mais il semble que l'heure de Greenwich n'est pas l'heure légale,. Cela a été changé plus tard en 1880, lorsque le temps moyen de Greenwich a été légalement adopté dans toute l'île de Grande-Bretagne en vertu du «Statutes (Definition of Time) Act 1880» »(43 & 44 Vict.). Le GMT a été adopté sur l'Ile de Man en 1883, Jersey en 1898 et Guernesey en 1913. L'Irlande a adopté le GMT en 1916, supplantant Dublin Mean Time.
Heure d'été a été introduit par le  'Summer Time Act 1916'  (6 & 7 Geo. V), qui a été mis en œuvre en 1916 en tant que GMT plus une heure et Dublin Mean Time plus un heure. La durée de l'heure d'été pourrait être prolongée par décret et a été prolongée pour la durée de la Première Guerre mondiale. Pour 1916, l'heure d'été a été prolongée du 21 mai au 1er octobre, avec des transitions à 02h00, heure normale. Le 1er octobre 1916, le temps moyen de Greenwich fut introduit en Irlande.
Au début du 20e siècle, Sandringham Time (UTC+00:30) était utilisé par la maison royale. Cette pratique a été interrompue par le roi Édouard VIII, dans un effort pour réduire les confusions au fil du temps.
Le Royaume-Uni a adopté expérimentalement heure normale d'Europe centrale en maintenant l'heure d'été tout au long de l'année de 1968 à 1971. Dans un débat Chambre des lords, Richard Butler, 17e vicomte Mountgarret a déclaré que le changement avait été bien accueilli à l'époque, mais que l'expérience avait finalement été interrompue après un débat en 1971, dont l'issue aurait pu être influencé par un accident majeur le matin du débat. Des propositions pour adopter le CET ont été soulevées par divers politiciens au fil des ans,, y compris une proposition en 2011 pour mener une analyse des coûts et des avantages.
Les dates de l'heure d'été britannique font l'objet du Summer Time Act 1972. De 1972 à 1980, le lendemain du 3e samedi de mars était le début de l'heure d'été britannique (à moins que ce jour ne soit le dimanche de Pâques, auquel cas BST a commencé une semaine plus tôt), le jour suivant le 4e dimanche d'octobre étant la fin de l'heure d'été britannique. De 1981 à 2001, les dates ont été fixées conformément à diverses directives européennes. Depuis 2002, la loi spécifie le dernier dimanche de mars comme le début de l'heure d'été britannique, le dernier dimanche d'octobre étant la fin de l'heure d'été britannique.
Depuis 1998, les dates de début et de fin sont les mêmes au Royaume-Uni et dans l'Union européenne,.

## Futur
Une proposition visant à abroger la directive européenne 2000/84/CE et à exiger que les États membres respectent leur propre choix de temps tout au long de l'année à partir de 2021 passe par le processus législatif européen depuis mars 2019. Le Royaume-Uni doit quitter l'UE avant que cette réforme ne devienne effective; toute nouvelle directive de l'UE émise pendant la période de transition (le cas échéant) s'appliquerait au Royaume-Uni, mais le Royaume-Uni pourrait ensuite choisir de prendre ses propres dispositions,. Depuis septembre 2018, le gouvernement britannique n'avait «aucun plan» pour mettre fin à l'heure d'été.
En juillet 2019, le Sous-comité du marché intérieur de l'UE de la Chambre des Lords a lancé une nouvelle enquête sur les implications pour le Royaume-Uni des changements européens, pour "explorer les préparatifs que le gouvernement doit faire et quels facteurs devraient éclairer la réponse du Royaume-Uni."

## Décentralisation
L'autorité sur le fuseau horaire en Irlande du Nord peut être légiférée par l'Assemblée d'Irlande du Nord mais le pouvoir n'a jamais été utilisé, car la République a suivi le Royaume-Uni. En Écosse et au Pays de Galles, le fuseau horaire est une matière réservée, ce qui signifie que seul le Parlement du Royaume-Uni a le pouvoir de légiférer.

## IANA Time Zone Database
Le tz database contient une zone pour l'Azerbaïdjan dans le fichier zone.tab, nommée Europe/Londres.